# La morte di megalopoli
La morte di Megalopoli è un romanzo breve di genere fantascientifico apocalittico scritto da Roberto Vacca e pubblicato nel 1974.
Il romanzo è basato sull'idea contenuta nel saggio precedente di Vacca Il medioevo prossimo venturo (1971).

## Descrizione
In un futuro prossimo (identificato all'epoca nei primi anni novanta), basta un casuale incidente per provocare in una reazione a catena la completa disfatta e autodistruzione degli Stati Uniti, a causa del crollo di un sistema logistico-informativo-strutturale dimensionato al millesimo, che cede per via di un relativamente "piccolo" incidente.
Tra le varie anticipazioni contenute vi è una sorta di navigatore satellitare e un'integrazione dei sistemi di informazione. L'importanza che gli individui avevano nel "precedente" mondo non conta nulla e sono diversi i valori che essi distinguono nel nuovo, sebbene in generale il successo di ogni singolo duri pochi giorni.

## Edizioni
- Roberto Vacca, La morte di Megalopoli, Oscar n.538, Arnoldo Mondadori Editore, 1974.
- Roberto Vacca, La morte di Megalopoli, Oscar narrativa, Arnoldo Mondadori Editore, 1991,  pp. ca. 174, ISBN 88-04-34744-9.